# Leopold Wahlstedt
Leopold Wahlstedt (Estocolmo, 4 de julio de 1999) es un futbolista sueco que juega en la demarcación de portero para el Aarhus GF de la Superliga de Dinamarca.

## Selección nacional
Tras jugar en varias categorías inferiores, finalmente hizo su debut con la selección de fútbol de Suecia en un partido amistoso contra Finlandia que finalizó con un resultado de 2-0 a favor del combinado sueco tras los goles de Christoffer Nyman y Joel Asoro.

## Clubes
| Club                   | País       | Año       | Partidos | Goles |
| ---------------------- | ---------- | --------- | -------- | ----- |
| Dalkurd FF             | Suecia     | 2018-2019 | 1        | 0     |
| Arendal Fotball        | Noruega    | 2019-2021 | 41       | 0     |
| Odds BK II             | Noruega    | 2021      | 14       | 0     |
| Odds BK                | Noruega    | 2021-2023 | 68       | 0     |
| Blackburn Rovers F. C. | Inglaterra | 2023-2024 | 25       | 0     |
| Aarhus GF              | Dinamarca  | 2024-     | 5        | 0     |